# Maurice Fiennes
Sir Maurice Alberic Twisleton-Wykeham-Fiennes (* 1. März 1907 in London; † 14. September 1994) war ein britischer Industrieller.

## Leben
Fiennes war der Sohn von Alberic Arthur Twisleton-Wykeham-Fiennes (1865–1919) und dessen Ehefrau Gertrude Theodosia Pomeroy Colley (1873–1934), sowie ein Ururenkel von Frederick Twisleton-Wykeham-Fiennes, 16. Baron Saye and Sele. Ein Onkel von ihm, der Bauingenieur Edward Pomeroy Colley, kam 1912 beim Untergang der Titanic ums Leben.
Seine Schulbildung erhielt er auf der privaten Repton School in Repton und am Armstrong College in Newcastle upon Tyne.
Fiennes war Unternehmer in der Stahlindustrie. 1945 wurde er Managing Director bei Davy und United Engineering. Diese Funktion erlangte er 1960 ebenfalls bei Davy-Ashmore, einem Produzenten von Qualitätsstahl. Er war zuletzt von 1961 bis 1969 Vorstandsvorsitzender von Davy-Ashmore in Sheffield.
In Anerkennung seiner Verdienste wurde er auf Vorschlag von Harold Wilson als Knight Bachelor geadelt.
Von 1932 bis 1964 war er mit Sylvia Joan Finlay verheiratet, mit der er fünf Kinder hatte, darunter der Fotograf Mark Fiennes. In zweiter Ehe war er seit 1967 mit Erika Hueller von Huellenried († 2022) verheiratet. Er war Großvater der Schauspieler Ralph und Joseph Fiennes.